# El Meco
El Meco  è un sito archeologico mesoamericano costruito dalla civiltà Maya, situato a circa 8 Km a nord della moderna città di Cancún.

## Storia
Il sito è forse da identificare con Belmá, il luogo in cui Francisco de Montejo stabilì il proprio quartier generale nel 1528. In ogni caso le rovine vennero scoperte da Augustus Le Plongeon nel 1877.

## Il sito

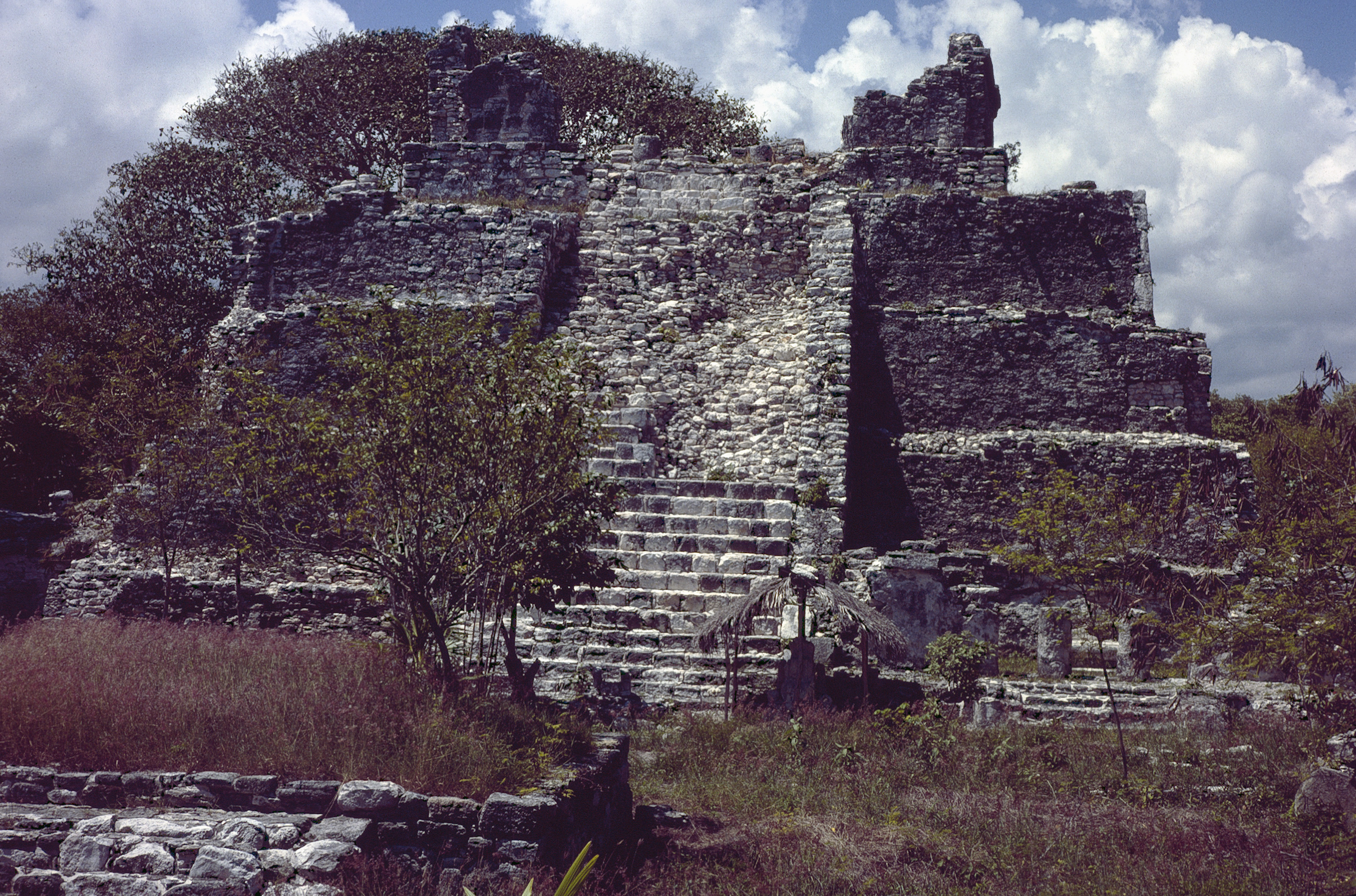
Il Castillo

L'edificio principale di El Meco è il cosiddetto Castillo, una struttura piramidale a cinque livelli la cui forma attuale risale al periodo Postclassico. L'occupazione di El Meco iniziò intorno al 250 d.C.. Attorno al 1100 venne abbandonato, tuttavia nel tardo Postclassico figurava ancora tra le importanti piazze commerciali della regione.